# Société Bruxelloise d'Electricité

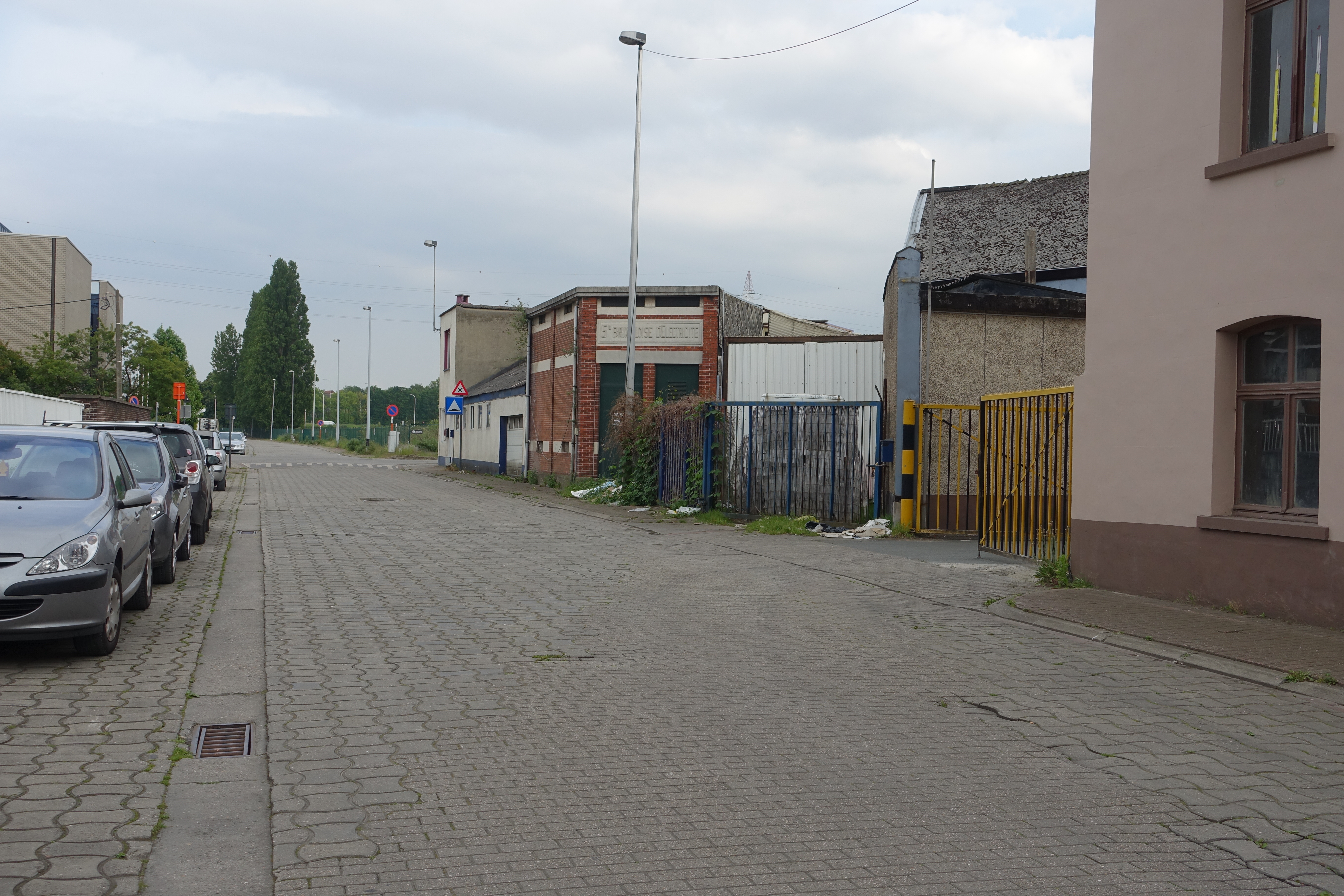
Gebouw van de Société Bruxelloise d'Electricité in Machelen

De Société Bruxelloise d'Electricité was een Brussels elektriciteitsbedrijf dat opgericht werd in 1904 met als doel de groeiende stad Brussel van elektriciteit te voorzien. Het bedrijf maakte deel uit van de Groupe Empain van Édouard Empain.

## Eerste centrale
Sinds 1893 had de stad Brussel al een elektriciteitscentrale in de Melsensstraat in het stadscentrum. De centrale kon echter niet voldoen aan de sterk stijgende vraag naar elektriciteit. Architect Emile Devreux ontwierp het plan voor een nieuwe centrale aan de Werkhuizenkaai op het grondgebied van de toenmalige gemeente Laken nabij de Lakenbrug. De centrale werd gebouwd in 1907. Het hoofdgebouw met de machines en de stookinstallaties was aanvankelijk 90 meter lang. De elektriciteitscentrale werd gebouwd door het bedrijf van Léon Monnoyer, naar wie het verlengde van de Werkhuizenkaai zou genoemd worden, en waar er later een tweede centrale zou komen. 
De zoldering van de machinehal van de eerste elektriciteitscentrale uit 1907 was van hout en vatte vuur in 1932 na een ontploffing van een oliecompressor. De volgende twee jaar werd de centrale heropgebouwd en sterk uitgebreid van 6.000 tot 13.000 vierkante meter. De grote hal van de centrale mat 125 op 26 meter en was 31 meter hoog.
De eerste centrale werd stilgelegd in 1954. In 1967 werd ze uiteindelijk afgebroken. Later werd de site eigendom van Intercom. Vandaag bevindt Sibelga zich er, de netbeheerder voor elektriciteit en aardgas in Brussel.

## Tweede centrale
Een tweede centrale werd gebouwd aan de huidige Monnoyerkaai (toen nog de Werkhuizenkaai), net ten noorden van de Van Praetbrug. In 1954 werd het een centrale van Interbrabant en nam ze de productie over van de oudere centrale naast de Lakenbrug. Later fuseerde Interbrabant met Intercom. Vandaag staat de verbrandingsoven van Neder-Over-Heembeek er en bevindt de hoofdzetel van hoogspanningsbeheerder Elia zich er.

## Trivia
De Société Bruxelloise d'Electricité bezat in Molenbeek ook een fabriek, vandaag in gebruik als tentoonstellingsruimte onder de afkorting 'Société'.